# مرشد سياحي

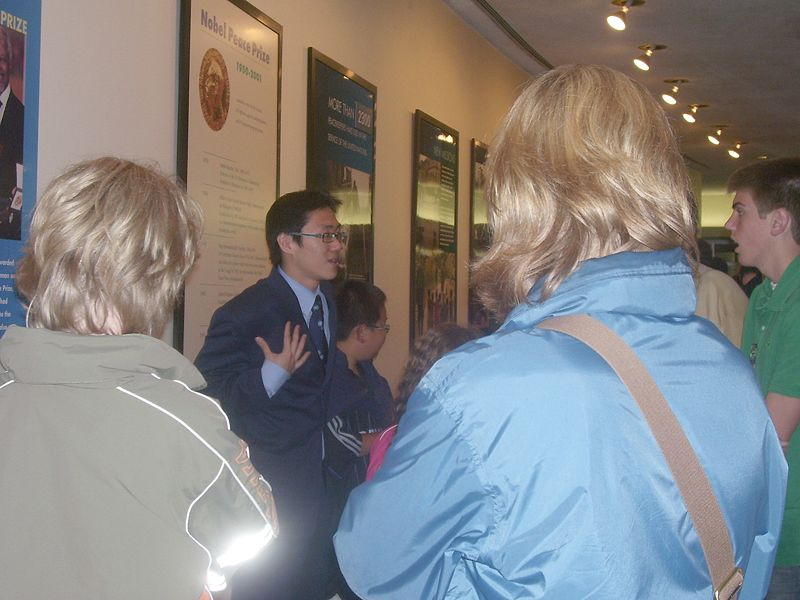
مرشد سياحي من الأمم المتحدة

المرشد السياحي أو مرشد الرحلة هو الدليل الذي يقود ويرشد السائح أو المجموعة السياحية أثناء السفر والرحلة السياحية أياً كان نوعها. ويمكن تعريف المرشد السياحي بصورة عامة بأنه الشخص الذي يقوم بمرافقة السائحين والزوار والوفود الأجنبية إلى المدن والمناطق والمعالم والمنشآت والمواقع السياحية والتاريخية والأثرية، ويزودهم بالمعلومات اللازمة عنها، والرد على استفساراتهم بمعلومات دقيقة وصحيحة وموضوعية وتجنب الإضافات والاجتهادات والتعليقات والآراء الشخصية، والبقاء معهم ومرافقتهم من تاريخ وصولهم حتى مغادرتهم، كما يعمل على سلامة السائحين الذين يرافقهم والحفاظ على ممتلكاتهم وعدم تعريضهم لأي مضايقات. ومقابل قيامه بهذه الأعمال يحصل المرشد السياحي على أجر مادي تحدده الأجهزة الرسمية، أو يتفق بشأنه مع المنظمين للرحلات السياحية أو حتى مع السائحين أنفسهم.
وعلى عاتق المرشد السياحي تقع دائماً مسؤولية إنجاح الرحلة السياحية وتقديم الصورة الإيجابية عن وطنه للسائحين، فهوا المصدر الرئيسي للمعلومات التي يحصلون عليها عن التراث الحضاري والتاريخي والثقافي والعادات والتقاليد والحياة الاجتماعية التي يعيشها السكان في المناطق السياحية التي يرافق السائحين لزيارتها. وتشكل المعلومات التي ينقلها المرشد السياحي للسائحين، مع ما يشاهدونه على الطبيعة، من مناظر طبيعية ومنشآت ومعالم وآثار وأدوات وحرف، في المناطق التي يقومون بزيارتها موضوعا متكاملاً يشبع فضول السائحين ويجيب على استفساراتهم وترسخ المعلومات والصور الحية في أذهانهم، وذلك يجعلهم يشعرون بالراحة والرضا.
تتولى الأجهزة السياحية الرسمية في كل دولة إصدار القرارات واللوائح التي تنظم مهنة الإرشاد السياحي وتحدد الشروط والمواصفات التي يجب توافرها في المرشد السياحي، وتحدد كذلك واجبات والتزامات وحقوق المرشدين السياحيين.

## شروطه
نظراً لأهمية وطبيعة الأعمال التي يقوم بها المرشد السياحي، ولأن مزاولة مهنة الإرشاد السياحي تتطلب مهارات ومؤهلات محددة، فلابد أن تتوفر في المتقدم لطلب الحصول على تصريح مزاولة مهنة الإرشاد السياحي الشروط التالية:
1. أن يكون حاصلاً على مؤهل جامعي تخصصي في العلوم السياحية أو العلوم ذات الصلة، أو أن يكون حاصلاً على شهادة الثانوية العامة ودورات تدريبية في الإرشاد السياحي وخبرة عملية في المهنة لا تقل عن ثلاث سنوات
2. أن يكون متفرغاً تفرغاً كاملاً لمزاولة هذه المهنة
3. أن يجيد، إجادة تامة كتابة ونطقاً، لغة اجنبية واحدة على الاقل بالإضافة إلى اللغة العربية
4. أن يكون ملماً بالتشريعات السياحية كالقوانين والأنظمة واللوائح والقرارات التي تحدد وتنظم أعمال المؤسسات والأجهزة والمنشآت والمرافق السياحية
5. أن يجتاز دورة تدريبية في مجال الإرشاد السياحي
6. أن يجتاز امتحان القبول في لغتين أجنبيتين وفي الثقافة العامة، وفي تاريخ وجغرافية وآثار وبيئة وتراث المناطق السياحية في الدولة أو البلد التي سيعمل فيها مرشداً سياحياً
7. يجب أن يكون المرشد السياحي ملما بالثقافة السياحية وقادرا على التفاعل والتعامل مع المجتمع الداخلي، من سكان وأجهزة ومؤسسات ومنشآت ومرافق خدمية وأمنية سياحية من جهة، ويجيد فن التعامل مع السائحين بمختلف أعمارهم وشخصياتهم ومعتقداتهم وثقافاتهم وطبائعهم، من جهة أخرى
8. أن يكون ملماً إلماماً كاملاً بالمعلومات والبيانات التاريخية والأثرية والجغرافية عن المدن والمناطق والمعالم والمواقع السياحية التي سيتم زيارتها، ويجب على المرشد السياحي أن يزود السائحين بهذه المعلومات من خلال عرضها لهم بطريقة مبسطة وواضحة
9. أن يكون المرشد السياحي على دراية ومعرفة بشؤون التسوق لأنه سيكون الوسيط بين السائحين الأجانب والتجار والسكان المحليين، أي بين بلاده والسائحين الأجانب

## دراسة الإرشاد السياحي
فضلاً عن الدراسة النظرية في الجامعات والمعاهد السياحية ينبغي على المرشد السياحي الالتحاق ببرنامج تدريب عملي تطبيقي ميداني في مجال الإرشاد السياحي، خلال فترة لا تقل عن أربعة أشهر في المتاحف والمواقع الأثرية والشركات السياحة ووكالات السفر والتعرف على أنواع وأقسام المنشآت السياحية، ونظم وأساليب العمل الإدارية داخل تلك المنشآت والتدريب على نظم الحجز السياحي والفندقي، والتدريب في إحدى الشركات السياحية المتخصصة في السياحة الثقافية على طرق إعداد وتنظيم البرامج السياحية ونظم وقواعد الحجز للمجموعات السياحية، والإعداد والتنظيم للزيارات الميدانية للمواقع والمناطق والمدن والمعالم السياحية والتعرف على أحدث أنواع وأساليب الإرشاد السياحي.
وفضلاً عن هذه المؤهلات والمهارات والخبرات التي يجب توافرها لدى المرشد السياحي، فإن شخصيته وطباعه تلعب كذلك دوراً حاسماً في نجاحه في تأدية عمله، ونؤكد هنا على بعض الصفات الهامة التي يجب توافرها في شخصية المرشد السياحي فيجب ا، لاً أن يكون محبا بل هاويا لمزاولة مهنة الإرشاد السياحي، وأن يكون قادراً على توصيل المعلومات إلى السائحين بسهولة ووضوح، وقادرا على التوضيح ووضع الأمور في نصابها الصحيح بتصويب المعلومات الخاطئة، وطرح الحقيقة بطريقة موضوعية حتى وان كانت سلبية، مع محاولة تلطيف صورة هذه الحقيقة قدر الإمكان والتخفيف من وطأتها. وعلى المرشد السياحي أن يكون مرنا وصبوراً ومبتسماً، يجيد التعامل مع السائحين والتقرب إليهم لكسب ثقتهم والتواصل معهم. كما يجب أن يمتلك معلومات صحيحة ووافية ومعرفة كاملة عن البلد والمناطق والمدن والمعالم والمنشآت السياحية التي يرافق السائحين لزيارتها. كما يجب على المرشد السياحي أن ينمي ويجدد معارفه ويثري معلوماته بصورة دائمة في المجالات والمواضيع التي يتناولها أثناء الشرح للسائحين، وعليه متابعة كل الاكتشافات ونتائج الدراسات العلمية الجديدة التي قد تؤدي إلى تعديل أو تغيير أو إلغاء لمعلومات ومعارف وتواريخ كان يعتقد بأنها صحيحة، وكانت من قبل مسلمات وتشكل جزء من المعلومات التي ينقلها للسائحين، وقد تؤدي هذه الدراسات إلى اكتشاف معلومات جديدة تضاف إلى المعلومات السابقة أو تكملها.
يجب أن يكون المرشد السياحي قادراً على التعامل مع السائحين بمختلف أعمارهم وطبائعهم وثقافاتهم وألوانهم وأطيافهم، وعليه تجنب تعميق العلاقات مع بعضهم، وأن يحسن تقسيم وتنظيم وقت حديثه الانفرادي إلى كل واحد منهم، ويجب أن لا يثير ما يزعج أو يضايق أي منهم. والسلوك المستقيم للمرشد السياحي شرط أساسي وعامل هام من عوامل النجاح، فمثلاً إذا كان في المجموعة السياحية، التي هو مرافقا لها، شباب يحبون اللهو واللعب بعد انتهاء برنامج الزيارة اليومي، فعلى المرشد السياحي أن لا يذهب ويلهو كما يلهون ويتذكر دائماً بأنه مستمر في تأدية عمله، ولا يجب أن يخلط بين العمل واللهو، كما أن عليه الابتعاد عن المزاح مع السائحين والابتعاد عن التعليق على شخصيات وسلوكيات وطباع السائحين.
يجب على المرشدين السياحيين التجرد في مهنتهم والابتعاد عن التحيز والتعصب وتجنب الاجتهادات الشخصية، فحيادية المرشد السياحي أمر ضروري ومطلوب.
ويتحتم على الجهات الرسمية المعنية بالسياحة تجديد وتحديث وإثراء معلومات المرشدين السياحيين، وذلك من خلال إعداد وتنفيذ برامج ودورات تدريبية لتنشيطهم وإعادة تأهيلهم، من وقت لآخر، ولمساعدتهم في متابعة كل جديد، وتعليمهم أحدث أساليب وطرق العمل في مجال الإرشاد السياحي.

## مهنة الإرشاد السياحي
الإرشاد السياحي هو مصطلح حديث يعني قيادة وتنظيم وإدارة الرحلات السياحية، وتنفيذ البرامج السياحية، للسائح (بالإنجليزية: Tourist)‏ أو للمجموعة السياحية، ومرافقتهم ورعايتهم منذ وصولهم حتى مغادرتهم، وتنظيم وترتيب وتسهيل تنقلهم إقامتهم ومساعدتهم على ممارسة الأنماط والأنشطة السياحية المحددة في برامجهم، وتوفير المعلومات التوضيحية اللازمة للسائحين. ومن الإرشاد السياحي اشتق اسم المرشد السياحي الذي يتولى القيام بتنفيذ عمل الإرشاد السياحي. والإرشاد السياحي ظاهرة تاريخية قديمـة، ارتبط وجودها بالسفر والتنقل، وقد حرص الناس في رحلاتهم وتنقلاتهم، منذ آلاف السنين، على اصطحاب دليل السفر القادر على إيصالهم إلى بغيتهم بأمان وسلام.
يلعب المرشد السياحي الناجح دوراً هاماً في الدعاية والترويج المباشر للتراث الحضاري والثقافي في بلده، ويحقق ذلك من خلال المعلومات التي يزود السائحين بها عن بلده، وقدرته على إظهار أهمية وجمال وتنوع المنتجات السياحية في بلده، ومن خلال كسب ثقة السائحين والتعامل معهم بطريقة ترضيهم. ويعتبر المرشد السياحي هو الدليل في الرحلة السياحية الترفيهية والثقافية، وعليه تقع مسؤولية إنجاح الرحلة السياحية وتقديم صورة ايجابية عن وطنه للسائحين، وهو كما ذكرنا المصدر الذي يزود السائحين بالمعلومات التي يحتاجونها عن المناطق والمعالم السياحية التي يشاهدونها وينقل لهم صورة جيدة عن العادات والتقاليد الإيجابية والحياة الاجتماعية التي يعيشها السكان المحليين. ولا يحق للفرد أن يكون مرشداً سياحياً إلا إذا كان حاصلاً على رخصة مزاولة مهنة الإرشاد السياحي، وتمنح هذه الرخصة الجهة السياحية الرسمية المخولة بذلك في بلده أو في البلد الذي يعمل فيها.
يقول د. محمد علي العروسي في كتابه السياحة في اليمن:

## صدق المرشدين في هامبرج
كثيراً ما يطلق على المرشدين السياحيين الذين يعملون في رحلات القوارب في ميناء هامبورغ اللفظة الألمانية He lücht التي تعني إنه يكذب، لأنهم كثيراً ما يتورطون في إخبار السياح قصصاً كاذبة.

## وصلات خارجية
- كلية الآثار، جامعة القاهرة
- (بالإنجليزية) World Federation of Tourist Guide Associations
- (بالإنجليزية) European Federation of Tourist Guide Associations